# 背斑椒雀鯛
背斑椒雀鯛，又稱背斑眶鋸雀鯛、羽高身雀鯛、真雀鯛，俗名為厚殼仔，為輻鰭魚綱鱸形目隆頭魚亞目雀鯛科的其中一種。

## 分布
本魚分布於西北太平洋，包括日本、琉球群島、台灣海域<ref>。

## 深度
水深5至20公尺。

## 特徵
本魚體呈橢圓形而側扁，體淡褐色，各鰭的末端布略帶黃色，背鰭的鰭棘部外緣略帶藍色，而第一鰭棘到第五鰭棘外緣有一黑斑，吻呈淡藍色，眼眶下方及鰓蓋的下半部皆有小藍斑。吻短而鈍圓。口中型；頜齒單列，小而呈圓錐狀。眶下骨裸出，下緣具鋸齒；前鰓蓋骨後緣具鋸齒；下鰓蓋骨後緣無鋸齒。背鰭硬棘12至13、背鰭軟條15至17枚、臀鰭硬棘2枚、臀鰭軟條12至13枚。體長可達12公分。

## 生態
本魚棲息在岩礁區水較淺處，以附生在石頭上的藻類為食。

## 經濟利用
多用以水族觀賞，很少人食用。